# مكبلات الأطراف
مكبلات الأطراف (الاسم العلمي: Obtectomera) هي أصنوفة من الحشرات تتبع رتيبة ذوات الخرطوم من رتبة حرشفيات الأجنحة.

## التصنيف
- مكبلات الأطراف
  - ناريات وأشباهها
    - عثث العشب
      - الغلافيراوات
        - الغلافيراوية
          - الهلولة

  - متغايرات القرون الكبيرة
    - فوق فصيلة الفراشات الليلية
      - الفصيلة الليليات
        - أسرة القيَّاساوات
          - قبيلة القياساوية
            - تحت قبيلة القيَّاسينة
              - جنس القيَّاسة